# 第一勧業銀行
株式会社第一勧業銀行（だいいちかんぎょうぎんこう、英語: The Dai-Ichi Kangyo Bank, Ltd.）は、かつて1971年から2002年まで存在した、日本の都市銀行。2000年より「みずほフィナンシャルグループ」の傘下に入っており、現在のみずほ銀行の前身にあたる。現在のみずほ銀行に至るまでは、東京証券取引所に上場していた。第一勧銀グループの中核企業。
通称は「第一勧銀」・「一勧（いちかん）」・「勧銀」、英略は「DKB」。

## 歴史

### 合併
1971年、第一銀行（国内資金量順位6位）とかつての特殊銀行だった日本勧業銀行（同8位、勧銀）が合併し、総資産では富士銀行を抜いて国内第一位の都市銀行として誕生した。都市銀行同士の合併は第二次世界大戦後初であった。この合併には神戸銀行が加わる計画もあったが、同行は離脱、翌々年に太陽銀行と合併し太陽神戸銀行が発足する運びとなる。
第一・勧銀はこの合併について「第一の店舗は東京圏中心で、融資先には重化学工業が多い。一方、勧銀の店舗は地方部にも分散しており、融資先には中小製造業及び流通・運輸・小売業が多い。このため補完効果が高いうえ、互いに中位行でかつ非財閥系であり、対等合併が可能である」とその意義を説明した。特に第一側には財閥系銀行との合併にアレルギーを示す人間が多く（詳細は後述）、勧銀が非財閥系であることは合併相手の選定において極めて重要な要素だった。
大蔵省は、「規模の利益を生かし、経営基盤の強化を図り、さらに国民経済の要請に応えることは、金融効率の趣旨にかなうもの」とこれを評価し、後進のみずほ銀行はホームページにおいて非財閥系かつ全ての都道府県庁所在地に支店を置いた合併行の特徴を「国民各層と広範なお取引を頂き、真に国民的、中立的な銀行をつくり上げてきました」と評している。

### 経営・人事
存続会社は勧銀だが、統一金融機関コードは第一銀行の0001を使用、看板には赤地に白のハートのマークを使い「ハートの銀行」と称していた。勧銀の流れを受けて宝くじを取り扱い、その関係から全都道府県に支店を有していた。当初の本店は現在の丸の内センタービルの位置に所在した旧第一銀行本店に置かれたが、1981年に千代田区内幸町の旧日本勧業銀行本店跡に本店ビル（現：みずほ銀行内幸町本部ビル）を新築し、移転した。
旧第一銀行は第二次大戦中に三井銀行と合併して帝国銀行となったものの、両行の業務・企業文化の違いから再分裂したという苦い経験を持っていた。このため、勧銀との合併以前に浮上した三菱銀行との統合計画は途上で白紙撤回され、非財閥系である勧銀との合併後もいわゆる「たすきがけ人事」や頭取の「順送り（第一・勧銀交互に選出）」が行われ、人事部も旧第一・旧勧銀で別々に置かれた。しかし、こういった人事は旧第一（D）・旧勧銀出身者（K）の対立を生んでしまって両者の融合が進まず、その収益性は富士・住友・三和・三菱などの他の上位都銀に比べると低いものであった。
一方、一勧以降の東京三菱銀行まで5件の都市銀行同士の合併と比較すると、いずれも合併コスト増大が資金調達コストの低減を上回っているのに対し、一勧は唯一コスト削減に成功しており、合併が効果的に働いていることがわかる。また、合併から20年を経た1991年3月期決算では、業務純益で都市銀行首位となったこともある。佐高信はバブル崩壊以降、都市銀行の不良債権問題に際し、「第一勧銀の不良債権比率が低いのは、旧行出身者による互いのチェック・アンド・バランスが働いているため」と分析しており、合併の評価は一様ではない。

### 総会屋利益供与事件
1997年（平成9年）には、総会屋・小池隆一へ460億円にのぼる利益供与事件で、第一勧業銀行本店を東京地方検察庁特別捜査部に家宅捜索された。
近藤克彦頭取は、1997年（平成9年）5月23日に「（総会屋側に）多額の融資を行った最大の要因は、（歴代最高幹部が親しかった）元出版社社長の依頼を断れなかったことで、社長の死後もその呪縛が解けず、関係を断ち切れなかった…」と記者会見で述べ退任、次期頭取と紹介された副頭取藤田一郎の「以前から不正融資を知っていた」と記者会見で告白し、一銀幹部も驚く爆弾発言となった。「元出版社社長」とは、小池隆一の師であり、1993年に死去した現代評論社社長の木島力也のことである。
頭取経験者の11人に及ぶ逮捕や、宮崎邦次元会長の自殺という事態を引き起こし、更に調べ上げると、第一勧業銀行が1985年（昭和60年）から1996年（平成8年）まで、総会屋に提供した総額460億円にのぼる資金は、四大証券会社（山一證券・野村證券・日興証券・大和証券）を揺る資金元となり、銀行・証券界と監督当局との関係が明らかになった。大蔵省接待汚職事件とあいまって金融不信を引き起こした。
この時も、逮捕された元頭取の中には「あれは旧第一銀行の案件で、自分は旧日本勧業銀行出身だから関係ない」などと刑事裁判で無責任な証言をした者がおり、いかに旧第一・勧業の関係が悪いものであったかを露呈してしまう結果になった。この不祥事以降、宝くじの広告から「受託 第一勧業銀行」の文字が消え、みずほ銀行となった後も、広告には表示されていない。
第一勧業銀行総会屋利益供与事件をきっかけに、この年出版された高杉良による経済小説『金融腐蝕列島』が耳目を集め、後年には事件を題材に続編である『呪縛ー金融腐蝕列島2』が書かれ、「金融腐蝕列島 呪縛」（1999年）として映画化もされた。タイトルは、近藤克彦頭取の「呪縛が解けなかった。」と、記者会見で述べた事に由来している。

## 沿革
合併以前の沿革は第一銀行、日本勧業銀行を、3行合併統合以後の沿革はみずほ銀行、みずほコーポレート銀行を参照のこと。
- 1971年（昭和46年）
  - 10月 - 株式会社日本勧業銀行が株式会社第一銀行を合併。株式会社第一勧業銀行に商号変更。
  - 10月 - 第一勧銀の発足にあわせ、日本勧業信用組合が第一勧業信用組合に名称変更。
- 1988年（昭和63年） - 勘定系システム「STEPS」が稼働開始。2018年（平成30年）でも、みずほ銀行でシステム稼働中。
- 2000年（平成12年）9月29日 - 第一勧業銀行、株式会社富士銀行及び株式会社日本興業銀行が株式移転により株式会社みずほホールディングスを設立。3行はその完全子会社となる。
- 2002年（平成14年）4月1日 - 株式会社みずほ統合準備銀行（株式会社日本興業銀行のコンシューマー（リテール）バンキング業務を2002年（平成14年）4月1日に分割承継した銀行）を合併し、あわせて富士銀行よりコンシューマー（リテール）バンキング業務を分割承継して、株式会社みずほ銀行に商号変更。同時にコーポレートバンキング業務を、株式会社みずほコーポレート銀行に分割承継する。

## 歴代頭取
| 代 | 氏名     | 期間                    | 備考                                |
| -- | -------- | ----------------------- | ----------------------------------- |
| 1  | 横田郁   | 1971年10月 - 1976年12月 | 1969年2月、日本勧業銀行頭取に就任。 |
| 2  | 村本周三 | 1976年12月 - 1982年6月  |                                     |
| 3  | 羽倉信也 | 1982年6月 - 1988年6月   |                                     |
| 4  | 宮崎邦次 | 1988年6月 - 1992年3月   |                                     |
| 5  | 奥田正司 | 1992年4月 - 1996年3月   |                                     |
| 6  | 近藤克彦 | 1996年4月 - 1997年6月   |                                     |
| 7  | 杉田力之 | 1997年6月 - 2002年3月   | 代表取締役会長兼務                  |

出典。

## 広報・広告関連

### ロゴマーク・コーポレートカラー
1971年の合併成立時に制定したロゴマーク（ハートマーク及び同行の略称“DKB”を○で囲んだもの）やロゴタイプ、コーポレートカラーは、2002年に同行がみずほ銀に商号変更されるまで一切変更する事なく使用し続けた。同年3月時点で1970年代に制定したロゴマークやロゴタイプ、コーポレートカラーの全てを継続使用していたのは、都銀では第一勧銀が唯一のケースであった。

### マスコットキャラクター
1971年の合併成立時から、同行独自のキャラクターを設定し広告媒体などに使用していたが、1992年新たに、サンリオのおさるのもんきちを採用し、広告媒体や販促品、通帳デザインなどに使用していた。その後、1998年にはサンリオのハローキティにキャラクターを変更し、みずほ銀成立時まで広告媒体や販促品、通帳デザインなどに使用していた。また、アートデザイン通帳として1990年代後半、タレントのジミー大西デザインによる通帳を発行していた時期がある。

### イメージキャラクター
1990年9月、イメージキャラクターとして小泉今日子を起用。同行のポスターや新聞広告のほか、1991年1月から銀行のテレビCMが解禁された際には小泉が出演するCMの出稿が開始され、3年間イメージキャラクターを務めた。1995年1月からは新たに西田ひかるを起用した。